# Final da Taça dos Clubes Campeões Europeus de 1981–82
 A final da Taça dos Clubes Campeões Europeus de 1981-82 foi disputada em 26 de maio de 1982.
O campeão Aston Villa derrotou o Bayern de Munique por 1-0 no Estádio De Kuip, em Roterdã, Holanda. Este foi o primeiro título da Taça dos Campeões do clube e continuava a sequência de equipes inglesas vencendo a competição, sendo a sexta vitória consecutiva de um time inglês.

## Caminho para a final
| Fase             | Oponente         | 1º jogo | 2º jogo | Total |
| ---------------- | ---------------- | ------- | ------- | ----- |
| Primeira fase    | Valur            | 5-0 (C) | 2-0 (F) | 7-0   |
| Segunda fase     | Dynamo de Berlim | 2-1 (F) | 0-1 (C) | 2-2   |
| Quartas de final | Dínamo de Kiev   | 0-0 (F) | 2-0 (C) | 2-0   |
| Semifinal        | Anderlecht       | 1-0 (C) | 0-0 (F) | 1-0   |

### Aston Villa
O Aston Villa ganhou a entrada para a competição vencendo a Primeira Divisão Inglesa de 1980-1981. O sorteio foi gentil para a equipe estreante com eles enfrentando o clube islândes semi-amador FC Valur Reykjavik na primeira rodada. A frente de 20.481 no Villa Park, o clube estreou com um 5-0 confortável. No jogo de volta, outra vitória dessa vez por 2-0 nos ventos gelados da Islândia. Com muitos dos grandes clubes ainda no torneio - Liverpool, Bayern de Munique, Juventus e Benfica -, o Villa ficou razoavelmente feliz por enfrentar o Dínamo de Berlim na rodada seguinte.
Com a primeira partida a ser jogada na sombra do Muro de Berlim, Norman Fox, do New York Times, estava certo em sua avaliação de que “o Villa fará bem em voltar com um empate ou uma derrota administrável”. Eles receberiam muito mais do que isso, mas teriam uma grande dívida de gratidão para o goleiro Jimmy Rimmer.
O Villa passou no primeiro teste de verdade com a vitória por 2x1 contra os alemães após uma exibição de gala de seu goleiro, Jimmy Rimmer, que defendeu um penâlti. No jogo de volta, os ingleses conseguiram segurar a vantagem e apesar da derrota por 1x0, conseguir passar de fase.
Quando o sorteio foi feito, Villa descobriu que teria que fazer outra difícil viagem até a Cortina de Ferro. O Dínamo de Kiev, que daria à URSS oito jogadores na Copa do Mundo de 1982, era perigoso, embora Villa se beneficiasse do fato da primeira partida das quartas-de-final ser a primeira partida competitiva do ano pro Dynamo de Kiev, devido às férias de inverno.
Devido às condições geladas em Kiev, a primeira etapa foi transferida para 300 milhas ao sul da cidade de Simferopol, na Crimeia, mas isso não foi totalmente satisfatório para Villa. Mesmo com todas as adversidades, o Villa conseguiu segurar um empate em 0x0 graças as grandes atuações de Ken McNaught e do capitão Dennis Mortimer. No jogo de volta, o gramado do Villa Park foi um assunto nos jornais. Uma das maiores tempestades já registrada em Birmingham espalhou lama pelo campo inteiro, com o clube gastando £ 12.000 em uma cobertura de campo (porém, ventos fortes impediram Villa de usá-la). Em um ponto, o jogo parecia estar em perigo, mas com a ajuda de 150 voluntários, o jogo pode ser realizado principalmente devido a grandes quantidades de areia sendo jogadas na superfície de jogo. No jogo, o Villa venceu facilmente o fraco Kiev por 2 a 0, gols de Gary Shaw e Ken McNaught.
Na semifinal contra o Anderlecht, era crucial não tomar gols no primeiro jogo em casa e foi isso que aconteceu, o gol de Tony Morley deu a vitória ao Villa por 1-0. O segundo jogo teve alguns problemas com cerca de 600 torcedores do Villa terem viajado sem ingressos, levando ao motim que viu 27 presos e 20 feridos. "Você é a escória de Birmingham", cantou os fãs do Villa não envolvidos na confusão. A polícia estava constantemente lutando em uma batalha, armada com cassetetes. O caos ofuscou tristemente a bela conquista de Villa ao alcançar a final da competição depois de um empate em 0 x 0.
O Anderlecht apelou para a UEFA para que o jogo fosse repetido ou que o Villa fosse eliminado completamente, e no último dia de abril um comitê de oito homens se reuniu para decidir o destino do clube inglês. O apelo do Anderlecht foi descartado e embora o Villa tenha sido multado em 14.500 libras e obrigado a disputar a próxima partida em competições europeias em casa a portas fechadas, os torcedores e os jogadores do Villa puderam respirar aliviados.
| Fase             | Oponente              | 1º jogo | 2º jogo | Total |
| ---------------- | --------------------- | ------- | ------- | ----- |
| Primeira fase    | Öster                 | 1-0 (F) | 5-0 (C) | 6-0   |
| Segunda fase     | Benfica               | 0-0 (F) | 4-1 (C) | 4-1   |
| Quartas de final | Universitatea Craiova | 2-0 (F) | 1-1 (C) | 3-1   |
| Semifinal        | CSKA Sofia            | 3-4 (C) | 4-0 (F) | 7-4   |

### Bayern de Munique
O Bayern de Munique ganhou a entrada para a competição vencendo a Bundesliga de 1980-1981. Na primeira rodada, o clube alemão ganhou as duas partidas contra os suecos Öster. Na segunda rodada, eles eliminaram o Benfica depois de uma vitória por 4x1 em casa na segunda partidas.
Nas quartas de final, o Bayern eliminou os romenos Universitatea Craiova depois de uma vitória fora de casa no primeiro jogo e um empatou no segundo jogo em casa. Na semifinal, eles eliminaram o CSKA Sofia depois de perder na Alemanha por 4x3 e ganhar na Bulgária por 4x0.

## Jogo

### Fundo

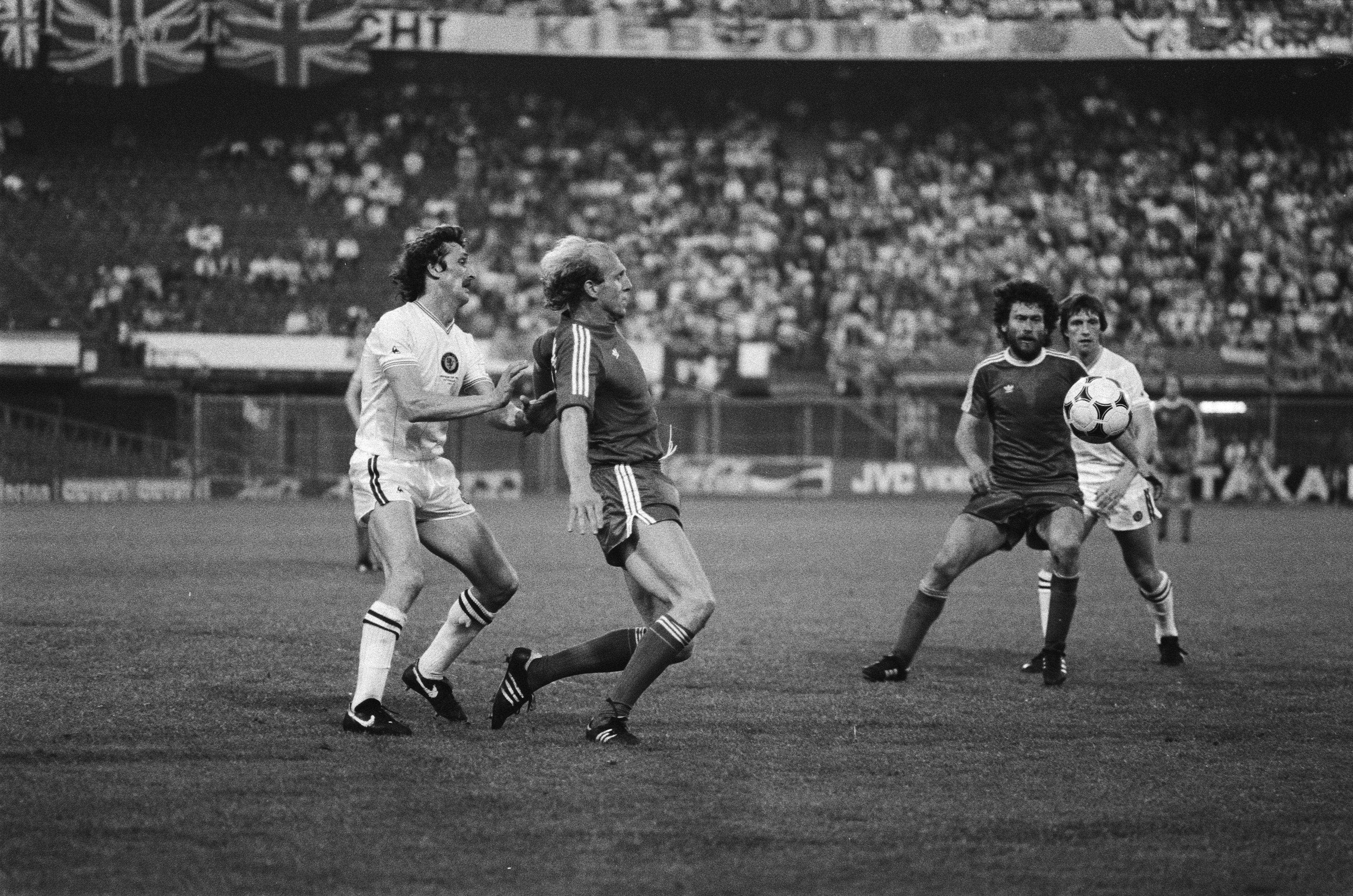
Des Bremner, Dieter Hoeneß, Paul Breitner e Kenny Swain em ação

O Aston Villa fez o possível para garantir que não houvesse uma repetição dos incidentes que ocorrem na Bélgica e distribuiu 13 mil ingressos para a final por meio de seu clube oficial de viagens e apelou ao governo para impedir que operadores turísticos não oficiais vendessem ingressos. Na final, seria o futebol do Villa e o seu sucesso em que todos se concentrariam.
Não havia dúvidas de que o time de Birmingham era um grande azarão na final. O Bayern de Munique pode não ter conquistado o troféu desde 1976, mas com jogadores do calibre de Klaus Augenthaler, Paul Breitner e Karl-Heinz Rummenigge, eram muito mais experientes e foram considerados favoritos.

### Resumo
O herói principal do Villa na noite foi um goleiro desconhecido de 23 anos, com apenas uma aparição anterior na primeira equipe. O goleiro titular, Jimmy Rimmer, machucou o pescoço em um treinamento e apesar de tomar analgésicos para tentar jogar o jogo, ele teve que sair depois de apenas nove minutos com Nigel Spink o substituindo.
Spink teve que fazer algumas intervenções no primeiro tempo, salvando de forma impecável um chute de Rummenigge. O Bayern de Munique atacou durante o primeiro tempo inteiro, mas o Villa conseguiu manter o jogo sobre controle.
O segundo tempo teve um curso similar com os alemães batendo implacavelmente contra a parede inglesa. Ken McNaught e Allan Evans foram magníficos, e Spink continuou a brilhar quando necessário.
E então chegou o momento, a chance que o Villa esperava para ganhar a Taça dos Campeões Europeus. A oportunidade surgiu quando Hans Weiner cruzou e Peter Withe desviou para o gol, abrindo o placar para os ingleses.
O Villa continuou a segurar a vantagem no placar e conquistou o título da Taça dos Campeões Europeus pela primeira vez em sua história.

### Detalhes
| 26 de maio de 1982 | Aston Villa | 1–0 | Bayern de Munique | De Kuip, Roterdã                                  |
|                    | Withe 67'   |     |                   | Público: 39 776 Árbitro: Georges Konrath (França) |

| Aston Villa | Bayern de Munique |

|             |    |                     |     |    |
|             |    |                     |     |    |
| GL          | 1  | Jimmy Rimmer        |     | 9' |
| LD          | 2  | Kenny Swain         |     |    |
| ZG          | 5  | Ken McNaught        |     |    |
| ZG          | 4  | Allan Evans         |     |    |
| LE          | 3  | Gary Williams       | 38' |    |
| MEI         | 6  | Dennis Mortimer (c) |     |    |
| MEI         | 10 | Gordon Cowans       |     |    |
| MEI         | 7  | Des Bremner         |     |    |
| PD          | 9  | Peter Withe         |     |    |
| ATA         | 8  | Gary Shaw           |     |    |
| PE          | 11 | Tony Morley         |     |    |
| Reservas:   |    |                     |     |    |
| GK          | 16 | Nigel Spink         |     | 9' |
| Treinador:  |    |                     |     |    |
| Tony Barton |    |                     |     |    |

|             |    |                       |  |     |
|             |    |                       |  |     |
| GL          | 1  | Manfred Müller        |  |     |
| LD          | 2  | Wolfgang Dremmler     |  |     |
| ZG          | 4  | Hans Weiner           |  |     |
| ZG          | 5  | Klaus Augenthaler     |  |     |
| LE          | 3  | Udo Horsmann          |  |     |
| ME          | 10 | Reinhold Mathy        |  | 51' |
| MEI         | 6  | Wolfgang Kraus        |  | 78' |
| MEI         | 8  | Paul Breitner (c)     |  |     |
| MD          | 7  | Bernd Dürnberger      |  |     |
| ATA         | 9  | Dieter Hoeneß         |  |     |
| ATA         | 11 | Karl-Heinz Rummenigge |  |     |
| Reservas:   |    |                       |  |     |
| MEI         | 16 | Günter Güttler        |  | 51' |
| MEI         | 13 | Kurt Niedermayer      |  | 78' |
| Treinador:  |    |                       |  |     |
| Pál Csernai |    |                       |  |     |